# 大石不二夫
大石 不二夫（おおいし ふじお、1940年 - ）は、日本の化学者、鉄道技術者。神奈川大学名誉教授。元鉄道技術研究所・鉄道総合技術研究所鉄道研究員。専門は高分子材料科学。高分子学会理事、日本ゴム協会評議員、成形加工学会副会長、マテリアルライフ学会会長等を歴任。

## 来歴
1940年東京府東京市小石川区（現・東京都文京区）生まれ。練馬区立石神井東小学校、練馬区立石神井東中学校、東京都立化学工業高等学校卒業。1963年東京都立大学工学部工業化学科卒業（入学は理学部）、日本国有鉄道入社。1964年鉄道技術研究所入所。1983年工学博士の学位を取得。1987年国鉄分割民営化に伴い、鉄道総合技術研究所に移行（主幹研究員）。1990年神奈川大学理学部化学科教授。2010年同大学名誉教授。専門は、高分子材料の耐久性研究および鉄道など産業分野への応用開発。

## 研究・受賞
- 特許発明「サーモメカノケミルミネッセンス装置」
- 特許発明「フェノール樹脂と加硫硬化したシリコーンゴムコンパウンド粉粒体とを含有することを特徴とする樹脂組成物」
- 特許発明「鉄道車両用台車枠」
- 特許発明「車直・傾斜・水平面走行体」
- 特許発明「防振コンクリートまくらぎの製造方法」
- 1985年 環境賞優良賞(環境庁)
- 1985年 高分子学会賞技術賞(高分子学会)
- 1997年 マテリアルライフ学会論文賞(同学会)
- 1984年 スガウエザリング技術振興財団技術賞(同財団)
- JREA優秀論文賞(JREA)

## 著書
- 『高分子材料の耐久性』 工業調査会 1993年
- 『図解プラスチックのはなし』  日本実業出版社 1997年